# بخش کاریمونا، شهرستان فیلمور، مینه سوتا
بخش کاریمونا (به انگلیسی: Carimona Township) یک منطقهٔ مسکونی در ایالات متحده آمریکا است که در شهرستان فیلمور، مینه‌سوتا واقع شده‌است.
 بخش کاریمونا ۹۲٫۳ کیلومتر مربع مساحت و ۲۷۲ نفر جمعیت دارد و ۳۸۴ متر بالاتر از سطح دریا واقع شده‌است.